# Микуляк, Владислав Степанович
Владисла́в Степа́нович Микуля́к (укр. Владислав Степанович Микуляк; род. 30 августа 1984, Ужгород, Украинская ССР, СССР) — украинский футболист, выступавший на позиции центрального полузащитника.

## Биография

### Клубная карьера
В детско-юношеской футбольной лиге Украины выступал за ДЮСШ Тернополь и СДЮШОР Ужгород.
30 июля 2005 года дебютировал за ужгородское «Закарпатье» в чемпионате Украины, в матче против киевского «Динамо» (1:2). По итогам сезона 2005/06 «Закарпатье» вылетало в Первую лигу, а Микуляк мог оказаться в составе донецкого «Металлурга». Зимой 2007 года был на просмотре в симферопольской «Таврии» и в киевском «Динамо». Но всё равно вернулся в «Закарпатье». В декабре 2008 года появилась информация что Микуляк может стать игроком льежского «Стандарта», 31 декабря 2008 года у него закончился контракт с «Закарпатьем». Владислав не стал продлевать договор со своим клубом ради перехода в стан клуба из Бельгии. В феврале 2009 года подписал контракт с «Закарпатьем», так и не сумевши трудоустроиться в другом клубе.
В сезоне 2011/12 выступал за «Крымтеплицу» в Первой лиге Украины. Летом 2012 года перешёл в «Говерлу». В команде взял 13 номер.

### Карьера в сборной
10 июля 2009 года стал чемпионом Универсиады 2009 в финальном матче студенческая сборная Украины обыграла Италию (3:2).

## Достижения
- Победитель Первой лиги Украины (2): 2003/04, 2008/09
- Серебряный призёр Первой лиги Украины: 2006/07

## Статистика
| Сезон   | Клуб       | Лига        | Матчи | Голы |
| ------- | ---------- | ----------- | ----- | ---- |
| 2005/06 | Закарпатье | Высшая лига | 14    | 1    |
| 2006/07 | Закарпатье | Первая лига | 27    | 6    |
| 2007/08 | Закарпатье | Высшая лига | 27    | 0    |
| 2008/09 | Закарпатье | Первая лига | 25    | 6    |
| 2009/10 | Закарпатье | Высшая лига | 14    | 0    |